# Der Andere Advent
Bei der Aktion Der Andere Advent handelt es sich um einen gedruckten Adventskalender, der durch Gottesdienste, Internetforen und andere Projekte flankiert wird. Der Kalender beginnt mit dem Vorabend des 1. Advent und endet mit dem Dreikönigstag am 6. Januar. Herausgeber ist der ökumenische und gemeinnützige Verein Andere Zeiten in Hamburg. Der Kalender erreicht eine Druckauflage von mehr als 700 000 Exemplaren (Stand 2022).

## Geschichte der Initiative
Die Geschichte der Adventsaktion begann im Jahr 1995. Der Hamburger Pastor und damalige Leiter des Amtes für Öffentlichkeitsdienst der Nordelbischen evangelisch-lutherischen Kirche, Hinrich C. G. Westphal, und sein Team suchten einen Gegenpol zu der nach ihrem Empfinden schnelllebigen, konsumgeprägten Adventszeit. Es entstand die Idee für ein konkretes Angebot zum Innehalten und Nachspüren: Der Andere Advent. Zur Redaktion des ersten Adventskalenders gehörten neben dem 2022 verstorbenen Westphal unter anderem auch der heutige Geschäftsführer von Andere Zeiten, Andreas Schimmer, sowie der Vorstandsvorsitzende des Vereins, Jörg Herrmann. Die erste Auflage von 4000 Exemplaren wurde verschenkt, stieß aber auf so großen Anklang, dass im zweiten Jahr bereits 20.000 Exemplare gedruckt wurden, die gegen eine Teilnahmegebühr versendet wurden. Die Auflagenhöhe stieg in den nächsten Jahren kontinuierlich an und lag im Jahr 2022 bei über 700.000. Im April 1997 wurde der gemeinnützige, ökumenische Verein Andere Zeiten gegründet, unter dessen Dach seither der Adventskalender publiziert wird. Seit 2017 erscheint außerdem ein Anderer Advent für Kinder, der sich an Kinder im Grundschulalter richtet und Vorlesegeschichten, informative Texte, Bastelanleitungen, Rätsel und Witze enthält. Zum 20. Jubiläum des Adventskalenders stellt Andere Zeiten die Lieblingstexte aus den Kalendern in dem Büchlein „Freude“ zusammen, fünf Jahre später erscheint zum 25. Jubiläum der neue Band „Fülle“.

## Aufbau und Bildsprache des Kalenders
Seit der ersten Ausgabe 1995 ist Der Andere Advent von einigen Charakteristika geprägt. So beginnt er jeweils am Vorabend des ersten Advents und begleitet seine Leser und Leserinnen bis zum Epiphaniastag am 6. Januar. Die Texte der Sonntage haben ein gemeinsames, jedoch jährlich wechselndes Oberthema. Insgesamt versucht die Redaktion, durch konkrete Ansprache die Leserinnen und Leser zu berühren. Das für eine christliche Publikation Ungewöhnliche ist die Mischung von Texten, von denen manche eher in einem säkularen Umfeld erwartbar wären: Liedtexte von Bosse und Silbermond, Textauszüge von Mariana Leky, Max Frisch oder Franz Müntefering sowie Cartoons der Peanuts oder von Calvin & Hobbes. Andere Texte von christlichen Autoren wie zum Beispiel Dietrich Bonhoeffer oder Martin Luther können durch eine ungewöhnliche Text-Bild-Zusammenstellung neu interpretiert werden, denn der Kalender zeichnet sich durch eine besondere Bildsprache aus. Die Fotos und Illustrationen führen die Inhalte des Textes weiter und ermöglichen eine neue Interpretation. Auch die Titelbilder des Kalenders sind durch ihre Symbolkraft gekennzeichnet. Der Andere Advent erscheint im DIN-A4-Format mit einer Ringbindung und jeder Tag findet auf einer Doppelseite Platz.

## Arbeit am Kalender
In der Redaktion des Anderen Advent arbeiten sechs bis acht Redakteure und Redakteurinnen, die sich ab dem Herbst des Vorjahres in etwa zweiwöchentlichem Rhythmus zu Textsitzungen treffen und dort über mögliche Texte für den Anderen Advent diskutieren. Zum 20. Jubiläum des Anderen Advent gab der Verein Andere Zeiten einen Kurzfilm zur Entstehung des Kalenders heraus. Im Zuge des 25. Jubiläums des Adventskalenders im Jahr 2019 konnte erstmalig eine Gruppe von Leserinnen und Lesern an einer Textsitzung teilnehmen. Diese Idee wurde seither fortgeführt. Interessierte können Textvorschläge einreichen und einige von ihnen erhalten die Möglichkeit, bei der ersten Redaktionskonferenz des jeweils anstehenden Anderen Advent dabei zu sein und mitzudiskutieren.

## Verbreitung
Obwohl der Ursprung der Idee und der Sitz des Vereins Andere Zeiten in Hamburg liegen, erstreckt sich das Verbreitungsgebiet des Anderen Advent über den gesamten deutschsprachigen Raum und darüber hinaus. Bei Kooperationspartnern in Österreich und der Schweiz kann der Kalender auch direkt in diesen Ländern bestellt werden. Im Jahr 2021 versendete Andere Zeiten den Adventskalender zudem in mehr als 40 Länder weltweit. Wie eine von Andere Zeiten in Auftrag gegebene Marktforschungsumfrage im Jahr 2022 bestätigte, lesen zumeist mehrere Menschen gemeinsam einen Anderen Advent. Die Gesamtleserschaft ist somit deutlich höher als die Auflagenhöhe. Ein Großteil der Leserinnen und Leser ist christlich geprägt und Mitglied in einer christlichen Kirche, jedoch erreicht die Aktion zunehmend auch Leserinnen, die offen für spirituelle Inhalte, aber nicht kirchlich gebunden sind. Dies entspricht der Zielgruppe der Aktion, die sich an „Randsiedler“ der christlichen Kirchen richtet: spirituell interessierte und suchende Menschen, die jedoch nicht in kirchliche Strukturen eingebunden sind.

## Anknüpfende Aktionen
Zusätzlich zu den beiden Adventskalendern für Erwachsene und Kinder bietet der Verein am Vorabend des Ersten Advent einen Gottesdienst in einer großen Hamburger Kirche an. Seit 2020 wird an diesem Termin außerdem ein vorab aufgezeichneter Adventsgottesdienst auf dem YouTube-Kanal des Vereins veröffentlicht. Ebenfalls am Vorabend des Ersten Advent öffnet ein Adventsforum auf der Website des Vereins, in dem sich Interessierte austauschen können.

## Rezeption
Isolde Karle sieht in dem Kalender Der Andere Advent ein Medium religiöser Kommunikation auch in einer Gesellschaft mit hoher Individualisierung oder Kirchendistanziertheit.
Hans-Christoph Goßmann stellte 2005 fest, dass der Kalender mancherorts auch von muslimischer Seite wahrgenommen und im interreligiösen Dialog genutzt wird.
Corinna Dahlgrün bemerkt in kritischem Ton, dass hier „das individuelle Wohlbefinden im Vordergrund steht. Die Präparation auf ein christliches Hochfest ist somit kaum mehr von Bedeutung – wiederum unbeschadet der Möglichkeit, daß Menschen das Angebot für sich auch in diesem Sinne nutzen.“